# Oswine de Kent
Oswine fue rey de Kent junto a Swaefberht y Swaefheard.
Se le conoce por tres fueros: uno datado en julio de 689 y aparentemente atestiguado por Swaefberht (corruptamente como Gabertus), otra del 26 de enero de 690, testimoniada por Swaefheard y que implica la descendencia de Eormenred por parte de Oswine, y un tercero que no está fechado pero que vuelve a estar testimoniado por Swaefheard, en el que Oswine expresa su gratitud por la restauración del reino de sus padres "gratias refero miserenti Deo omnipotenti qui confirmauit me in regno patrum meorum et dedit mihi domum cognationis mee".

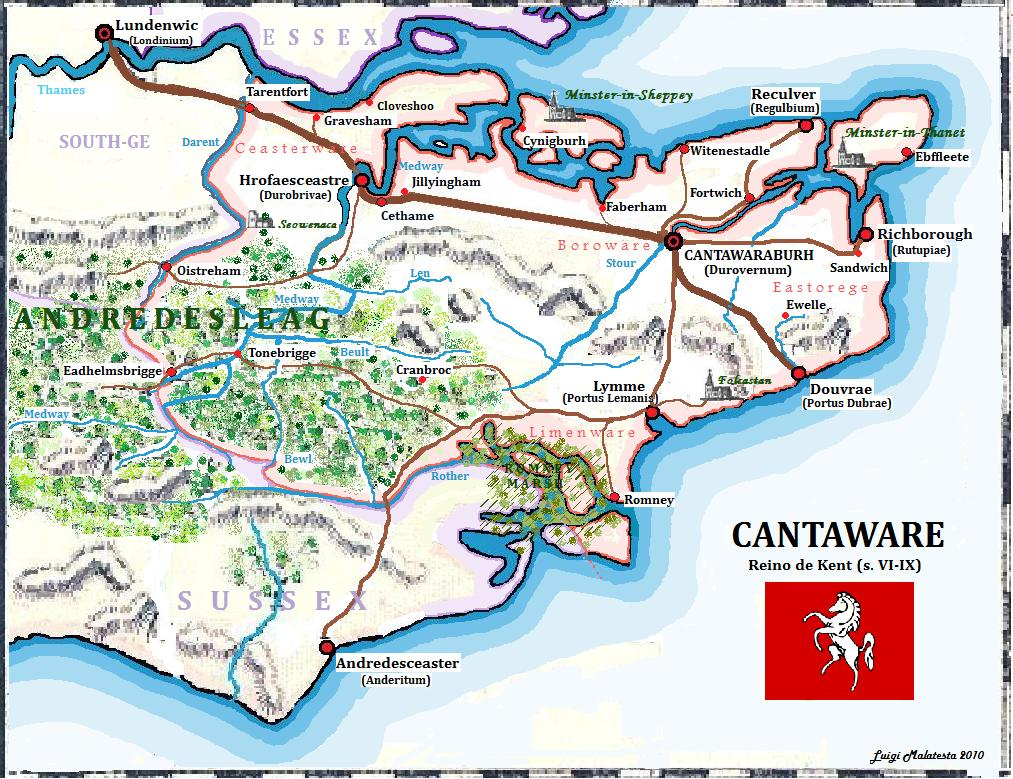
Mapa general del Reino de Kent